# Solo
För andra betydelser, se Solo (olika betydelser).
Solo (italienska för ensam) är en musikterm som anger att ett stycke eller avsnitt sjungs av en person eller spelas av ett melodiförande eller improviserande instrument, eventuellt till ett ackompanjemang. Personen som sjunger eller spelar solot kallas solist.
Artister som uppträder i eget namn istället för en musikgrupps namn kallas för soloartister, och gör solokarriär, även då de ackompanjeras av instrument och doakör.

## Solo i klassisk musik
Verk för soloinstrument med eller utan ackompanjemang har skrivits under alla perioder av musikhistorien sedan renässansen. Verken är ibland skrivna av eller till en virtuos i syfte att visa dennes/dennas tekniska skicklighet för publiken eller för att utforska instrumentets tekniska kapacitet. Soloverk kan även vara skrivna för undervisningsändamål. 
Sedan barocken kallas verk för en eller flera solister med orkesterackompanjemang för konsert eller solokonsert. 
Motsatsen till soloparti kallas tutti, då alla instrument i en orkester eller en stämma spelar.

## Solo i populärmusik
Inom populärmusik och jazz innebär att sola att framföra ett instrumentalt solo, vanligen ett improvisationssolo. Ett improvisationssolo är en passage under vilken den ursprungliga melodin varieras eller ersätts av snabba sekvenser av toner ur exempelvis bluesskalan eller modala skalor som bygger på de befintliga ackorden men inte behöver utgöra en melodi. Solot framförs av ett enda instrument, ofta elgitarr, keyboard eller ett blåsinstrument, och övergår i vissa fall till ett annat instrument. Även trumsolo och bassolo förekommer. Solot spelas ofta snabbt och med stark inlevelse. Särskilt vid hårdrock spelar de ackompanjerande musikinstrumenten starkt under solot, varför solot kan ses som en höjdpunkt i musikstycket. Vid jazzmusik spelar de ackompanjerande instrumenten ofta diskret eller är tysta under ett solo. Instrumentala solon kan i många musikgenrer få funktion av mellanspel mellan sångarens insatser.

### Gitarrsolon
Två av världens mest berömda[källa behövs] och komplicerade gitarrsolon finns i låtarna "Mr.Crowley", "Crazy Train" och "Bark in the Moon" av Ozzy Osbourne spelat av gitarristen Randy Rhoads. En av de mest respekterade sologitarristerna[källa behövs] idag är Alexi Laiho från det finska hårdrocksbandet Children of Bodom som också är kända för keyboardsolon, framförda av pianisten Janne Wirman. Kända gitarrsolon inom musikgenren rock finns till exempel i "Comfortably Numb" av Pink Floyd och "November Rain" av Guns N' Roses.
Hårdrockspionjärerna Led Zeppelin använde solon som en viktig komponent i sina scenshower som byggde på improvisation kring ett stort antal passager med till exempel några karakteristiska övertoner i ett visst läge av ett solo. Jimmy Pages paradnummer där han spelar till synes experimentellt men trots allt slaviskt strikt och tonsäkert med stråke på elgitarr, blev lika mycket ett varumärke för gruppen som John Bonhams trumsolon. Knarkpaus är en lite humoristisk benämning[källa behövs] på ett solo i den rena 1900-talskontexten. Bonham "Hammer of the gods" nyttjade aldrig droger eller alkohol under en spelning till skillnad från kollegorna Page och Plant trots att hans dryckesvanor emellan spelningarna blev hans död. Detta säger mycket om Bonhams förhållningssätt till sin profession och är en del av förklaringen till varför hans känslosamma men ändå hårda och framförallt omänskligt snabba[källa behövs] spelstil visat sig omöjlig att kopiera. Delar av hans solon har använts i oräkneliga samplingar[källa behövs] i senare popmusik.

### Keyboardsolon
En hårdrocksgrupp som använder sig mycket flitigt av keyboardsolon är det finska bandet Norther. Norther har ett keyboardsolo i nästan alla låtar[källa behövs] och de uppträder för det mesta efter ca tre minuter av låtens spelningstid.

## Solosång
Solosång är en term som används om en sångare som sjunger ensam, med eller utan instrumentalt ackompanjemang.